# 안토넬로 파사리
안토넬로 파사리(Antonello Fassari, 1952년 10월 4일 ~ 2025년 4월 5일)는 이탈리아의 배우, 영화 감독, 각본가, 연극 배우, 영화배우, 텔레비전 배우이다.

## 영화
- 혼자서 (2015년)
- 수부라 게이트 (2015년) - 세바스티아노 아버지 역
- 박스 오피스 3D (2011년)
- 굿바이 키스 (2006년)
- 범죄 소설 (2005년)
- 로코 (2004년)
- 인질 (2000년)
- 다크 파워 (1995년)
- 일 마레 오스쿠로 (1990년)